# علي نور الدين النعسان
اللواء علي نور الدين النعسان هو ضابط عسكري سوري يشغل حالياً منصب رئيس هيئة الأركان العامة للجيش والقوات المسلحة في الحكومة السورية الانتقالية وقائد عسكري في هيئة تحرير الشام وقيادة العمليات العسكرية. قبل الحرب الأهلية السورية، خدم النعسان كضابط عسكري في الجيش العربي السوري البعثي، ثم انشق في أوائل عام 2011 وانضم إلى المعارضة السورية.

## سيرته
وُلِد في بلدة طيبة الإمام بمحافظة حماة منتصف سبعينيات القرن العشرين، ولقب بـ "أبو حمزة". درس النعسان محلياً في طيبة الإمام قبل أن يتخرج ضابطاً بامتياز من إحدى الكليات العسكرية، وتولى مناصب قيادية في وحدات المشاة والمدرعات في الجيش العربي السوري. بعد اندلاع الثورة السورية عام 2011 انشق وانضم إلى المعارضة السورية ، وشارك في القتال في شمال سوريا. أصبح النعسان قائدًا عسكريًا في هيئة تحرير الشام وكان قائدًا في غرفة العمليات العسكرية التي تقودها الهيئة خلال هجمات المعارضة السورية عام 2024.
بعد سقوط نظام الأسد، أصبح النعسان رئيسًا لهيئة الأركان العامة وكلف بإعادة بناء الجيش السوري. في يناير 2025، ذكرت الجزيرة أن النعسان قام "بتحديث" أنظمة التسليح، وإدخال تكنولوجيا التدريب والعمليات الحديثة، وتأسيس "برنامج تدريب متقدم" للضباط والجنود في إدارة الأزمات والحرب الحديثة.
أعلن أحمد الشرع، في 29 ديسمبر 2024، ترقية علي نور الدين النعسان إلى رتبة لواء، مع ترقية 48 ضابطاً آخرين من بينهم وزير الدفاع مرهف أبو قصرة.